# Boophis guibei
Boophis guibei (McCarthy, 1978) è una rana della famiglia Mantellidae, endemica del Madagascar.

Il suo epiteto specifico, guibei, è un omaggio a Jean Marius René Guibé (1910–1999), erpetologo francese.

## Descrizione

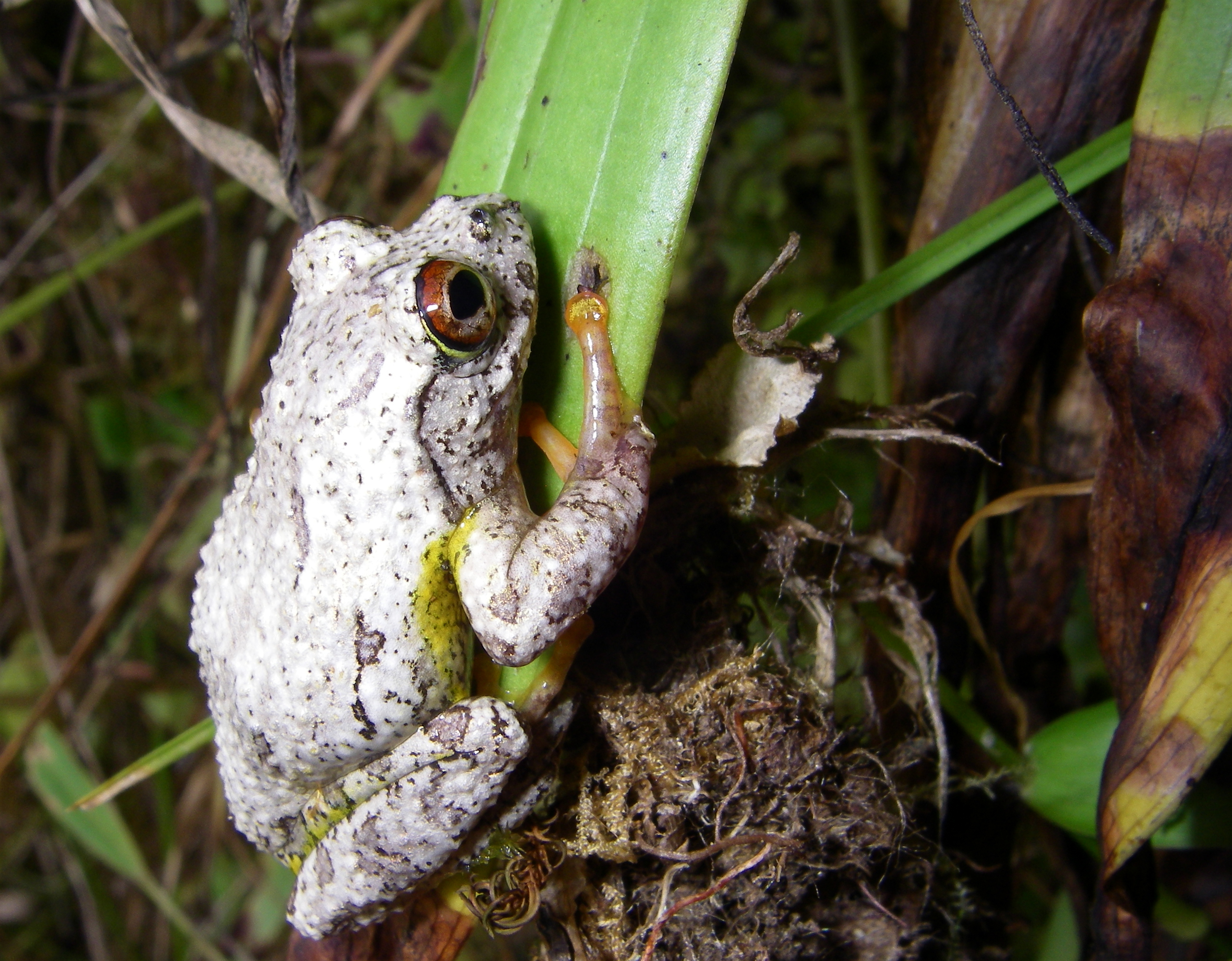

È un Boophis di media taglia (35–40 mm di lunghezza).
La pelle sul dorso è granulosa, di colore grigio-bruno, con caratteristiche macchie nere bordate di verde e una colorazione giallastra sui fianchi.

Altro carattere distintivo è la colorazione rossa delle iridi.

## Distribuzione e habitat
Questa specie è endemica del Madagascar orientale, ove occupa un areale compreso tra Andasibe e Ranomafana spingendosi a nord sino alla regione di Besariaka, tra i 900 e i 1.000 m di altitudine.

## Biologia
L'attività riproduttiva ha un incremento esplosivo dopo le forti piogge. I maschi emettono il loro richiamo, costituito da una relativamente lunga nota pulsata, nelle ore diurne, appostati in nascondigli tra le radici della vegetazione, in prossimità di pozze d'acqua temporanee che si formano sul terreno della foresta pluviale.

Dopo l'accoppiamento la femmina deposita in acqua sino a 200 piccole uova nere, di circa 2 mm di diametro. I girini
completano il loro sviluppo in 10-12 settimane.